# جعفر بن سعيد
الأمير جعفر بن سعيد بن سعد الحَسَني الهاشِمي (تُوفي في سنة 1764 أو 1765) كان شريفًا من عشيرة زيد الذي شغل منصب شريف وأمير مكة في أغسطس-سبتمبر سنة 1759.
في مايو 1759، حصل عبد الله باشا الجرمكي، والي دمشق وأمير الحج السوري، على فرمان عُثماني يأذن له بإقالة الشريف مساعد بن سعيد واستبداله بأخيه جعفر، وهو ما أنجزه بعد الانتهاء من مناسك الحج في ذو الحجة 1172 هـ / أغسطس 1759 م. وبعد رحيل الجرمكي ومُغادرة قافلة الحج من مكة، توصل جعفر إلى اتفاق مع مساعد يسمح له بالعودة إلى العرش. تنازل عن العرش في 14 محرم 1173 هـ / 6 سبتمبر 1759 م. وانتقل بعد ذلك إلى الطائف حيث اشتغل ببيع وشراء البساتين والحدائق. وظل على علاقة طيبة بأخيه حتى وفاته سنة 1178 هـ (1764/ 1765).

## ملحوظات
1. ↑  de Zambaur 1927، صفحة 23.
2. ↑  al-Sibā‘ī 1999، صفحات 493–494.
3. ↑  Uzunçarşılı 2003، صفحات 181–183, 186.
4. ↑  al-Ghāzī 2009، صفحات 638–640.
5. ↑  Daḥlan 2007، صفحات 270–271.